# Wilson Kiprugut
Wilson Kiprugut (n. 1938, Kericho, Rift Valley Province, Kenya – d. 1 noiembrie 2022, Kericho, Rift Valley Province, Kenya) a fost un atlet kenyan, medaliat olimpic. A participat la 2 ediții ale Jocurilor Olimpice (1964, 1968) în care a câștigat 1 medalie de argint și 1 medalie de bronz.